# Herefordshire
Herefordshire je ceremoniální a tradiční hrabství v Anglii. Administrativním centrem je město Hereford.
Herefordshire sousedí s ceremoniálními hrabstvími Shropshire na severu, Worcestershire na východě, Gloucestershire na jihovýchodě, a s waleskými zeměmi Gwent na jihozápadě a Powys na západě.
V letech 1974–1998 bylo jeho území částí nemetropolitního hrabství Hereford a Worchester, pak se osamostatnilo a má také postavení unitary authority.

## Symboly hrabství

### Vlajka
V roce 2019 byla vyhlášena veřejná soutěž na vlajku hrabství, do které se sešlo 692 návrhů. Do závěrečného vyhodnocení bylo vybráno pět návrhů. 2. listopadu 2019 byl vybrán jeden z návrhů (autorem byl Jason Saber) a tím i změněna vlajka hrabství.
Vlajka je tvořena tmavočerveným listem (připomínající obvyklou barvu půdy hrabství) o poměru stran 3:5. V horní části listu vlajky je bílá býčí hlava Herefordského skotu, pro který je typická tmavě červenohnědá barva a široká, bílá hlava. V dolní části listu jsou tři vlnité pruhy – bílý, modrý a bílý, symbolizují řeku Wye, protékající hrabstvím. Odstíny barev vlajky jsou v Heraldickém registru stanoveny: Pantone – Dark Red 201, White, Blue 300 a Dark Red 484.

Vlajka Herefordshiru (?–2019) Poměr stran 3:5